# 우코섬

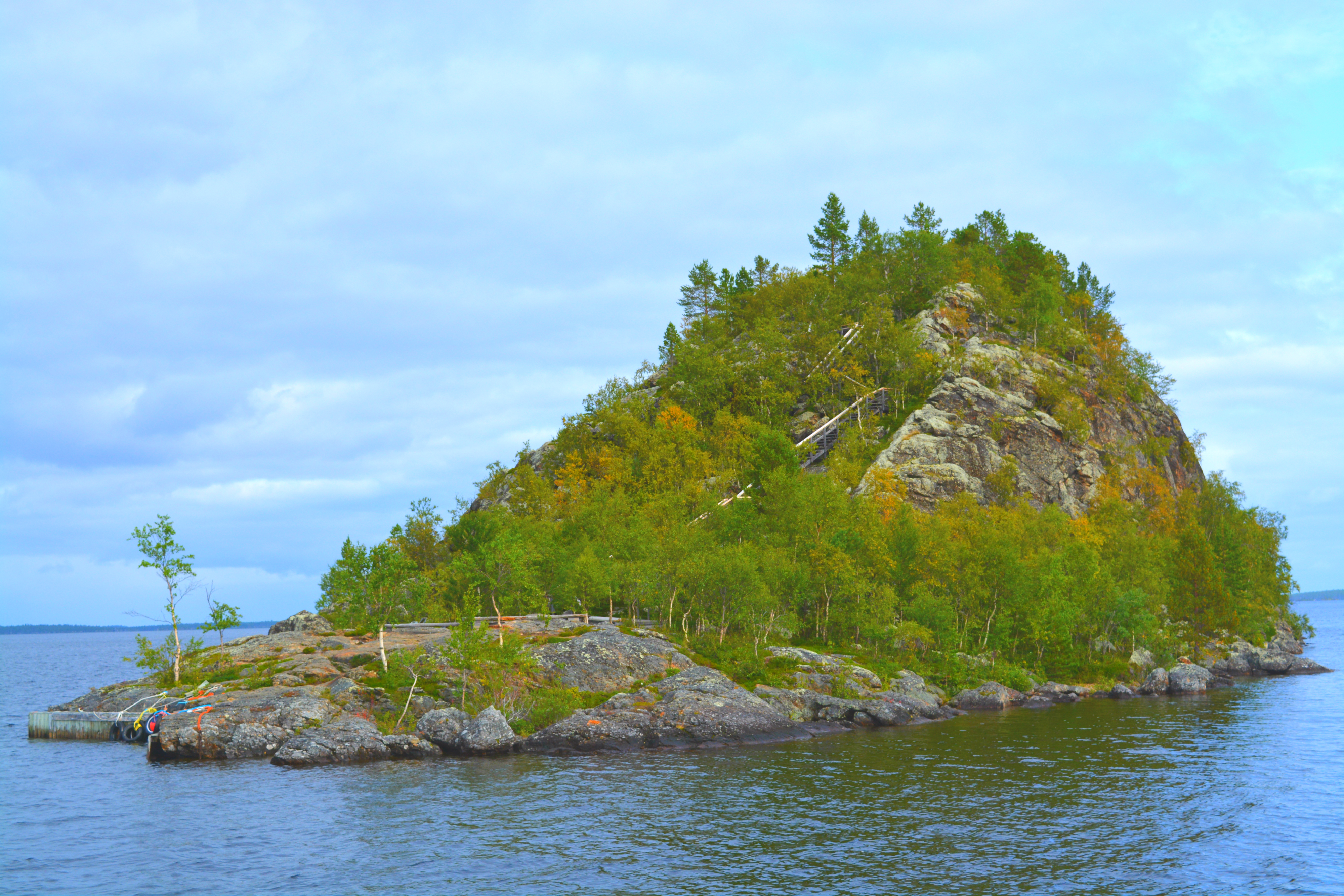
우코섬

우코섬(핀란드어: Ukonsaari 우콘사리[*])은 핀란드 이나리 호수에 있는 돌섬이다. 우코는 핀란드 신화 및 사미 신화의 천둥신이다. 이 지역 토착민인 사미인은 이 곳을 신성하게 여겼고, 19세기까지 이 섬에서 희생제의가 이루어졌다.
섬의 가장 높은 곳은 30m이고, 넓이는 50m, 길이는 100m 정도되는 작은 섬이며, 가장 가까운 마을까지의 거리는 약 11km정도이다. 여름 동안에는 사미 박물관인 시다에서 이곳을 들리는 가이드 투어가 있다.

## 같이 보기
- 우코